# پل کینگسمن
پل کینگسمن (به انگلیسی: Paul Kingsman) (زادهٔ ۱۵ ژوئن ۱۹۶۷) شناگر اهل نیوزیلند است.